# اوسوکی، اوئیتا
اوسوکی در استان اوئیتا در کشور ژاپن واقع شده‌است  که دارای جمعیت ۴۲٬۴۶۴ نفر و مساحت ۲۹۱٫۰۷ کیلومتر مربع با تراکم جمعیت ۱۴۶  نفر در کیلومترمربع است و در تاریخ ۱ آوریل ۱۹۵۰ به عنوان شهر شناخته شد.